# Зафинталь
Зафинталь (нем. Safiental) — коммуна в Швейцарии, в кантоне Граубюнден.

## Административное подчинение
Комунна расположена в регионе Сурсельва кантона Граубюнден.

## История
Коммуна была образована в 2013 году путём объединения коммун Зафин, Тенна, Фалендас и Ферзам.

## Население
В 2013 году население коммуны составляло 912 человек.
По состоянию на 2023 год, в комунне проживало 963 человека, 917 из которых были швейцарцами, а 46 иностранцами.